# Alois von Hermann
Alois Hermann, ab 1858 Ritter von Hermann, (* 28. Oktober 1801 in Pfronten-Ried; † 10. Oktober 1876 in München) war ein bayerischer Verwaltungsbeamter.

## Leben
Alois Hermann war der Sohn des Pfrontener Pfarrhauptmanns Johann Martin Hörmann und ein Halbbruder des Trigonometers und Erfinders Johann Martin Hörmann.
Alois Hermann schloss 1820 das (heutige) Wilhelmsgymnasium München ab und studierte anschließend an der Universität Landshut Rechtswissenschaften. 1821 wurde er Mitglied des Corps Suevia Landshut. Nach Abschluss des Studiums trat er in den bayerischen Staatsdienst ein. 1843 wurde er Landrichter in Nabburg. 1845 wechselte er als Landrichter nach Dachau. Um 1849 wurde er Königlicher Regierungsrat und Stadtkommissär von Landshut. 1850 wurde ihm das Ritterkreuz des Verdienstordens vom Heiligen Michael verliehen.
1853 wurde Hermann zum Ministerialrat im bayrischen Ministerium des Inneren befördert. Anschließend ab etwa 1856 war er bis 1870 einer der beiden Direktoren der Kammer des Inneren bei der Regierung von Oberbayern, zuletzt als Vizepräsident der Behörde. 1858 wurde ihm das Ritterkreuz des Verdienstordens der Bayerischen Krone, verbunden mit der Erhebung in den persönlichen Adel und dem Recht, mit der Eintragung in die Adelsmatrikel des Königreichs Bayern zu seinem bürgerlichen Namen den Zusatz „Ritter von“ zu führen. 1865 erhielt er als weitere Auszeichnung das Komturkreuz des Verdienstordens vom Heiligen Michael.
Als der Regierungspräsident von Oberbayern Philipp von Zu Rhein im Januar 1870 verstarb, wurde von Hermann neben seinen bisherigen Aufgaben Regierungspräsident der Regierung von Oberbayern, bis Theodor von Zwehl das Amt übernahm.